# Jelisavac
Jelisavac är en ort i Kroatien.   Den ligger i länet Baranja, i den östra delen av landet, 170 km öster om huvudstaden Zagreb. Jelisavac ligger 100 meter över havet och antalet invånare är 1 351.
Terrängen runt Jelisavac är platt. Runt Jelisavac är det ganska glesbefolkat, med 48 invånare per kvadratkilometer. Närmaste större samhälle är Našice, 6,9 km sydväst om Jelisavac. Trakten runt Jelisavac består till största delen av jordbruksmark.